# Knut Soop
Knut Soop, född 15 maj 1597, död något av åren 1645–1648, var en svensk krigare och ämbetsman. Han var son till Hans Åkesson (Soop) och far till Eric Soop.

## Biografi
Knut Soop skrev sig till Bronäs i Härene socken i Västergötland. Han deltog i fälttågen i Preussen 1627–1628 samt slagen vid Breitenfeld, Lech, Alte Veste och Lützen. År 1633 blev han svårt sårad i slaget vid Oldendorf. Knut Soop efterträdde brodern Erik som överste för Västgöta regemente till häst. Då Jönköpings län 1639 skildes ut ur Kronobergs län, blev Soop den förste landshövdingen där. År 1645 fick han avsked på grund av sjuklighet.